# 岡崎裕信
岡崎 裕信（おかざき ひろのぶ、1980年12月26日 - ）は、日本の小説家、ライトノベル作家。第4回スーパーダッシュ小説新人賞で『その仮面をはずして』にて大賞を受賞、タイトルを『滅びのマヤウェル その仮面をはずして』に改題しデビュー。

## 人物
千葉県鎌ケ谷市在住。千葉工業大学情報科学部情報工学科出身。

## 主な作品
- 滅びのマヤウェル（2005年）
- フレイアになりたい（2006年）
- 夜空の双子座に紅いバラ（2007年）
- アクマ・オージ（2008年）
- KLAN（2008年、10巻～12巻を担当）
- ななぱっぱ（2010年）
- 銀のプロゲーマー（2012年）